# Isaiah Lukens
Pour les articles homonymes, voir Lukens.
Isaiah Quinby Lukens, né le 24 août 1779 et mort le 12 novembre 1846, était un horloger, armurier, machiniste et inventeur américain du sud-est de la Pennsylvanie. Il a été membre fondateur et premier vice-président du Franklin Institute de Philadelphie. Il a été élu membre de l'Académie des sciences naturelles de Philadelphie en juin 1812, où il a servi comme conservateur pendant plusieurs décennies à partir de 1813. En 1820, il est élu à l'American Philosophical Society.
Lukens a été aveuglé d'un œil par "un éclat d'acier lors de l'habillage d'une meule" (vers 1816), après quoi il a pris Joseph Saxton comme son assistant. Selon George Escol Sellers, dont le père était un ami proche de Lukens, « il appelait [Saxton] son élève, et il faisait honneur à son précepteur ».

## Vie et famille
Lukens était le fils de Seneca Lukens et de Sarah (Quinby) Lukens, qui se sont mariés le 10 juin 1777. La famille descendait de Jan Lucken, qui immigra dans la colonie de Pennsylvanie en octobre 1683, avec Daniel Pastorius, et fut l'un des premiers colons de Germantown ,,. Lukens a grandi sur la ferme de sa famille à Horsham, dans le comté de Montgomery, en Pennsylvanie, et a appris de son père à fabriquer des horloges et des montres. Il a déménagé à Philadelphie vers 1811.

## Personnalité
George Escol Sellers a écrit qu'il était « naturellement de caractère social, bien qu'un obstacle dans son discours le fasse paraître timide et timide dans la société féminine. Il a appelé sa boutique sa femme et il a vraiment adoré ».

## Activités scientifiques
Lukens a utilisé un télescope avec un oculaire plössl (symétrique) pour observer l'éclipse solaire du 18 septembre 1838. Ses données ont été compilées avec les observations indépendantes de 14 autres scientifiques de Philadelphie et publiées dans l'American Journal of Science and Arts en 1840.

## Horloges notables

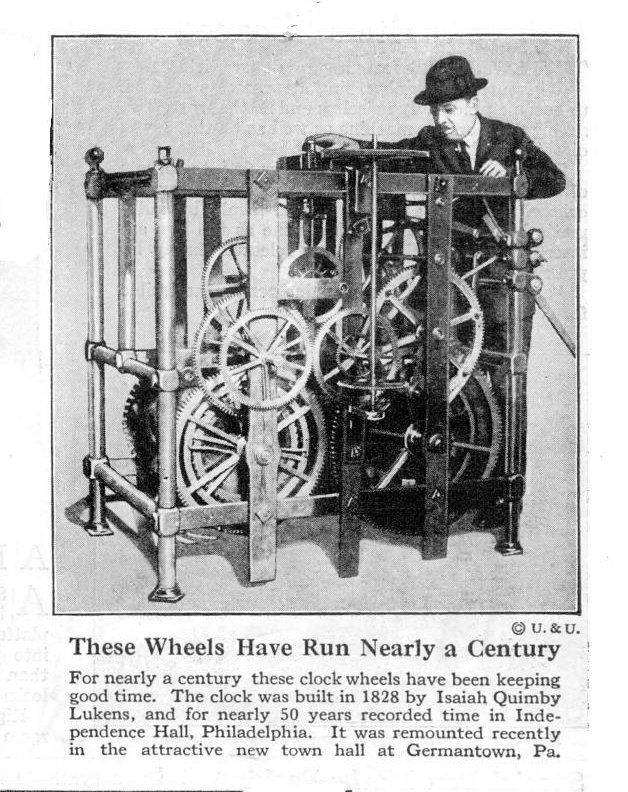
Horloge Lukens de Philadelphie, elle fonctionnait toujours en 1925.

- Lukens a construit une horloge pour la tour de la Pennsylvania State House (maintenant Independence Hall) en 1839, pour le prix de 5000 $. Cette horloge a ensuite été transféré à Germantown[7].
- Christ Church à Philadelphie a passé une commande pour une horloge Lukens en 1827 [11].
- Il y a une horloge Lukens (datant d'environ 1840) à l'Athenaeum de Philadelphie [12].

## Liste partielle d'inventions
- Balance hydrostatique Lukens[13]
- Odomètre Lukens[2]
- Les "colonnes électriques" de De Luc, telles que modifiées par Zamboni[14]
- Instrument chirurgical pour "détruire la pierre dans la vessie"[15]
- "Big Medicine", un pistolet à air utilisé par Lewis et Clark pendant l'expédition du Corps of Discovery[16]
- JD Graham, arpenteur pour le US Corps of Topographical Engineers, a utilisé un chronomètre fabriqué par Lukens: « Un chronomètre solaire moyen (n ° 141), par Isaiah Lukens, de Philadelphie; bat des demi-secondes. Ce chronomètre fonctionne huit jours sans remontage. Il a été fabriqué par M. Lukens vers 1830 ou 1831, lors d'une visite à Londres. C'est l'un des premiers chronomètres, à ma connaissance, fabriqué par un Américain. C'est maintenant un excellent chronométreur. »[17]
- Deux modèles de la machine à «mouvement perpétuel» de Charles Redheffer, le premier étant déposé dans la collection du Franklin Institute, et l'autre au Philadelphia (Peale) Museum[18]
- La pompe de Charles Willson Peale à Belfield Farms, décrite dans une lettre (du 14 novembre 1814) de Peale à Thomas Jefferson: « quelque temps après, j'ai eu un puits creusé dans une situation pour donner de l'eau à mon bétail & c l'ingénieux Isaih [sic] Lukens m'a fabriqué un petit cylindre en laiton et des boîtes pour former une pompe et aussi des roues frixion [sic] &c pour tourner les voiles au vent, mon moulin a pompé l'eau de manière satisfaisante, mais elle a été soufflée plusieurs fois et j'apporte quelques améliorations qui ont évité des accidents similaires… »[19]

## Contributions à la zoologie
- Lukens a recueilli le spécimen type de Cixidia opaca (Say 1828), un membre de la famille des Achilidae[20]
- Lukens était l'un des trois membres de l'Académie des sciences naturelles de Philadelphie qui a nommé Jean-Jacques Audubon pour l'adhésion en 1824[21].